# 테리 깁스
테리 깁스(영어: Terry Gibbs, 1924년 10월 13일 ~ 현재)는 미국의 재즈 비브라폰 연주자이자 밴드 리더이다. 토미 도시, 처비 잭슨, 우디 허먼, 베니 굿맨, 앨리스 콜트레인, 루이 벨슨, 찰리 셰이버스, 멜 토메, 버디 드프랭코 및 다른 음악가들과 협업하였다. 또한 로스앤젤레스에서 영화와 TV 스튜디오에서 일하기도 하였다.

## 생애
1950년~1951년 시즌에서 깁스는 듀몬트 텔레비전 네트워크의 스타 타임의 게스트였다. 이후 1953년~1954년에는 NBC의 저지 포 유어셀프(영어: Judge for Yourself)에 출연하였다.
1950년대 말, 테리는 NBC의 스티브 앨런 쇼에 출연하였으며 다른 작곡가나 음악가와 함께 비브라폰을 듀엣으로 연주했다. 1997년에는 PBS의 스티브 앨런의 75번째 생일 축하연(영어: Steve Allen's 75th Birthday Celebration)에 출연하였다. 깁스는 짧게 방송되었던 댓 레지스 필빈 쇼(영어: That Regis Philbin Show)에서 밴드리더로 있었다. 악기 연주자로서 드림 밴드라는 빅밴드를 이끌며 깁스는 다운비트나 메트로놈과 같은 잡지의 설문 조사에서 높은 순위에 위치했다.

## 드림 밴드
깁스가 1958년 뉴욕에서 캘리포니아로 거처를 옮겼을 때 그는 빅 밴드 음반을 계획하였다. 1959년 초에는 로스앤젤레스에 위치한 두 나이트 클럽 세빌과 선다운을 예약하여 드림 밴드 활동을 시작하였다.
밴드는 주로 일요일, 월요일 또는 화요일 밤에 연주를 하였다. 밴드의 핵심은 항상 멜 루이스가 드럼 의자를 잡은 채로 안정적인 유지가 됐다.
중요한 연주자로는 리드 알토이스트 조 마이니, 테너 섹시스트 빌 홀맨과 메드 플로리, 트럼페터 알 포치노와 콘테 칸돌리, 트롬보니스트 프랭크 로솔리노와 밥 엔볼드슨 등이 있었다.
1959년부터 1961년까지 아래 네 장의 음반을 발매하였다.
- 1959: Launching a New Band – some versions are titled Launching a New Sound in Music
- 1960: Swing Is Here!
- 1961: The Exciting Terry Gibbs Big Band!!!!!! – reissued as Dream Band, Vol. 4: Main Stem
- 1961: Explosion! – reissued as Dream Band, Vol. 5: The Big Cat

이후 1986년부터 1959년에 녹음하였지만 발매되지 않았던 네 작품이 공개됐다.
- Dream Band
- The Dream Band, Vol. 2: The Sundown Sessions
- Dream Band, Vol. 3: Flying Home
- Dream Band, Vol. 6: One More Time

## 뮤직 스톱
1960년 중반, 깁스는 베니 굿맨 드러머로도 활동했던 멜 젤닉과 함께 음악 악기 상점을 캘리포니아주 카노가파크에 개점했다. 테리 깁스와 멜 제닉의 뮤직 스톱은 프레디 그루버와 루이의 형제였떤 헨리 벨슨의 교육 시설이기도 했다.

## 디스코그래피

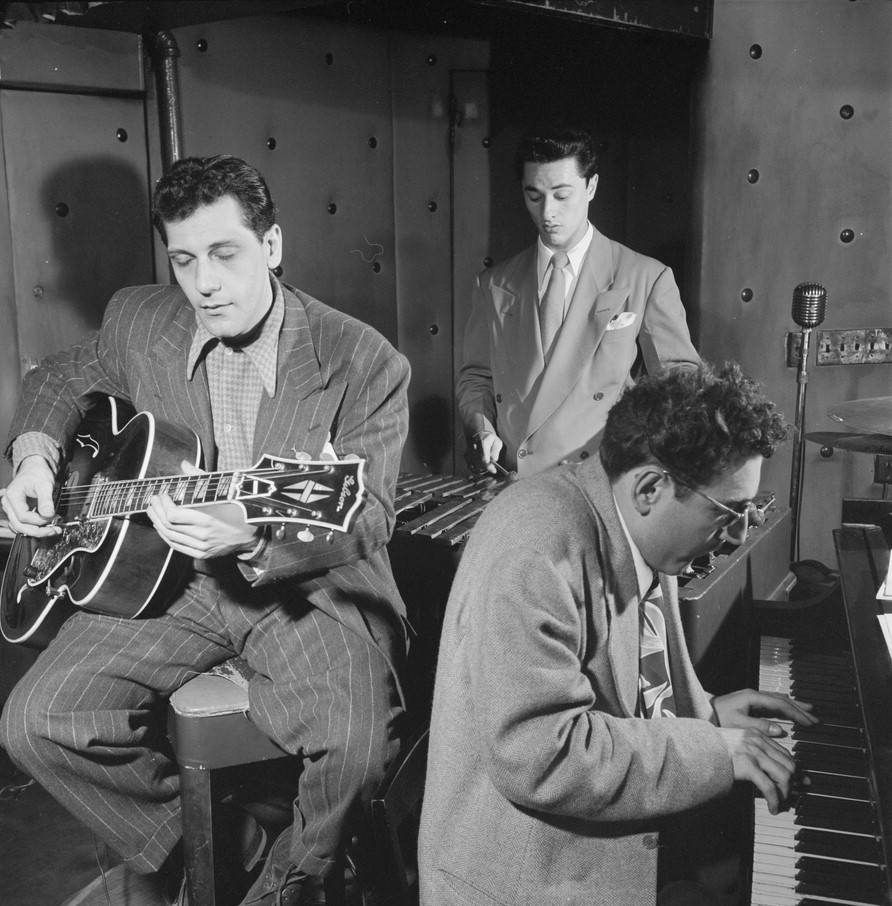
빌 드어랜고, 테리 깁스, 해리 비스가 1947년 뉴욕에서 공연하는 모습

- Good Vibes (Savoy, 1951)
- Terry Gibbs Sextet (Savoy, 1954)
- Terry Gibbs (Emarcy, 1956)
- Mallets a-Plenty (Emarcy, 1956)
- Vibes on Velvet (Emarcy, 1956)
- Swing...Not Spring! (Savoy, 1956)
- Harry Babasin and the Jazz Pickers/Terry Gibbs (VSOP, 1957)
- Jazz Band Ball (VSOP, 1957)
- Swingin' (Emarcy, 1957)
- Terry Gibbs Plays the Duke (Emarcy, 1957)
- More Vibes on Velvet (EmArcy, 1958) with the sax section from the Dream Band[8]
- Launching a New Band, aka Launching a New Sound in Music (EmArcy, 1959)
- Dream Band (Contemporary, 1959)
- The Dream Band, Vol. 2: The Sundown Sessions (Contemporary, 1959)
- Dream Band, Vol. 3: Flying Home (Contemporary, 1959)
- Vibrations (Interlude, 1959)
- Dream Band, Vol. 6: One More Time (Contemporary, 1959)[9]
- Swing Is Here (Verve, 1960)
- Music from Cole Porter's Can Can (Verve, 1960)
- Steve Allen Presents Terry Gibbs at the Piano (Signature, 1960)
- The Exciting Terry Gibbs Big Band (Verve, 1961) – reissued as Dream Band, Vol. 4: Main Stem (Contemporary)[10]
- Explosion! (Mercury, 1961) – reissued as Dream Band, Vol. 5: The Big Cat (Contemporary)[11]
- That Swing Thing! (Verve, 1962)
- Straight Ahead (Verve, 1962)
- Terry Gibbs Plays Jewish Melodies in Jazztime (Mercury, 1963)
- El Nutto (Limelight, 1963)
- Gibbs/Nistico (Time, 1963)
- Hootenanny My Way (Time, 1963)
- Take It from Me (Impulse!, 1964)
- Latino (Roost, 1964)
- It's Time We Met (Mainstream, 1965)
- Terry Gibbs Quartet (1965)
- Reza (Dot, 1966)
- Bopstacle Course (Xanadu, 1974)
- Sessions Live: Terry Gibbs, Pete Jolly, and Red Norvo (Calliope, 1976)
- Live at the Lord (Jazz a la Carte 1978)
- Smoke 'em Up (Jazz a la Carte 1978)
- Jazz Party: First Time Together (Palo Alto 1981)
- Air Mail Special (Contemporary, 1981)
- The Latin Connection (Contemporary, 1986)
- Chicago Fire (Contemporary, 1987)
- Holiday for Swing (Contemporary, 1988)
- Tribute to Benny Goodman: Memories of You (Contemporary, 1991)
- Kings of Swing (Contemporary, 1992)
- Play That Song: Live at the 1994 Floating Festival (Chiaroscuro, 1994)
- Wham (Chiaroscuro, 1999)
- Terry Gibbs and Buddy DeFranco Play Steve Allen (Contemporary, 1999)
- From Me to You: A Tribute to Lionel Hampton (Mack Avenue, 2003)
- 52nd & Broadway: Songs of the Bebop Era (Mack Avenue, 2004)
- Feelin' Good: Live in Studio (Mack Avenue, 2005)
- Findin' the Groove (Jazzed Media, 2006)
- 92 Years Young: Jammin at the Gibbs House (Whaling City Sound, 2017)[12]